# Thelotornis
Genre
Thelotornis est un genre de serpents de la famille des Colubridae.

## Répartition
Les espèces de ce genre se rencontrent en Afrique.

## Description
Les Thelotornis sont appelés serpents lianes africains ou serpents oiseaux, très proches de Dispholidus typus ou boomslang.
Quand bien même les Colubridae possèdent des venins relativement peu actifs, les Thelotornis possèdent un venin hémotoxique extrêmement actif sur l'homme, d'ailleurs un herpétologiste de renom comme Mertens a succombé à la morsure d'un de ces reptiles. Les yeux de ces espèces ont des pupilles horizontales, en forme de trous de serrure, ce qui leur confèrent une vision binoculaire comme pour les espèces du genre Ahaetulla asiatique. Lorsqu'ils se sentent menacés, les serpents lianes africains gonflent leur gorge pour afficher les taches noires entre les écailles. Il convient de ne pas prendre cette parade à la légère car ces reptiles sont bien plus entreprenants que leur cousin le Boomslang.

## Liste des espèces
Selon The Reptile Database (12 mars 2012) :
- Thelotornis capensis Smith, 1849
- Thelotornis kirtlandii (Hallowell, 1844)
- Thelotornis mossambicanus (Bocage, 1895)
- Thelotornis usambaricus Broadley, 2001

## Publication originale
- Smith, 1849 : Illustrations of the Zoology of South Africa; Consisting Chiefly of Figures and Descriptions of the Objects of Natural History Collected during an Expedition into the Interior of South Africa, in the Years 1834, 1835, and 1836 . vol. III. Reptilia. Part 19. London: Smith, Elder, & Co.